# Снукер на летних Паралимпийских играх 1968
Матчи по снукеру на летних Паралимпийских играх 1968 года состояли из турнира среди мужчин с параличом нижних конечностей. В турнире приняли участие восемь спортсменов, всего было разыграно 4 медали.

## Результаты
| Соревнование   | Золото                        | Серебро                  | Бронза                    |
| -------------- | ----------------------------- | ------------------------ | ------------------------- |
| Мужской турнир | Майкл Шелтон (Великобритания) | Джимми Гибсон (Ирландия) | Джон Ньютон (Австралия)   |
| Мужской турнир | Майкл Шелтон (Великобритания) | Джимми Гибсон (Ирландия) | Арольдо Русчиони (Италия) |